# Mose Allison
Mose John Allison Jr. (Tippo, Misisipi; 11 de noviembre de 1927-Hilton Head Island, Carolina del Sur; 15 de noviembre de 2016), conocido como Mose Allison, fue un pianista, cantante y compositor estadounidense de jazz. 
Su estilo pianístico oscilaba entre los convencionalismos del boogie woogie y el bebop y la innovación del blues y el hard-bop. Como compositor (reconocido especialmente por sus composiciones blusísticas), sus canciones han sido grabadas por músicos como The Clash ("Look Here"), The Who ("Young Man Blues"), Leon Russell ("I'm Smashed"), Bonnie Raitt ("Everybody's Cryin' Mercy") y Jorge Drexler («I don't worry about a thing»). Es admirado por Tom Waits, John Mayall, Georgie Fame, the Rolling Stones y Van Morrison.

## Biografía
Sus primeros contactos con el blues fueron a través de los discos de Louis Jordan, con temas como "Outskirts of Town" y "Pinetop Blues." Allison ha asegurado que Jordan es su principal influencia, además de Nat "King" Cole, Louis Armstrong y Fats Waller. 
Comenzó tocando la trompeta pero más tarde se cambió al piano. En su juventud, tuvo fácil acceso a través de la radio a la música de Pete Johnson, Albert Ammons y Meade "Lux" Lewis. Allison reconoció también al compositor Percy Mayfield, "the Poet Laureate of the Blues", como una de las principales influencias en su faceta como compositor.
Tras una etapa en la Universidad de Misisipi, se enlistó en el Ejército estadounidense por dos años. Su primer trabajo profesional fue en Lake Charles en 1950. Después asistió a la Universidad Estatal de Luisiana, en Baton Rouge, donde estudió inglés y filosofía, muy lejos de sus intereses iniciales en ingeniería química. 
Allison comenzó su carrera discográfica con el sello Prestige, en 1956, muy poco después de haberse trasladado a Nueva York. Grabó un álbum con Al Cohn y Bob Brookmeyer, y en 1957 consiguió su propio contrato de grabación. Un gran momento fue su oportunidad de tocar con Cohn y Zoot Sims poco después de llegar a la ciudad, aunque más tarde sería conocido por haber tocado con el saxofonista Stan Getz. Tras dejar Prestige Records, donde grabó discos clásicos como Back Country Suite (1957), Young Man Mose (1958) y Seventh Son (1958-1959), firmó por Columbia Records para dos años antes de encontrarse con Nesuhi Ertegün de Atlantic Records, compañía con la que pasaría la mayor parte de su carrera. Allison también grabó para Columbia (antes de su etapa con Atlantic) y con los sellos Epic y Prestige.